# Jonathan Pereira (Mediziner)

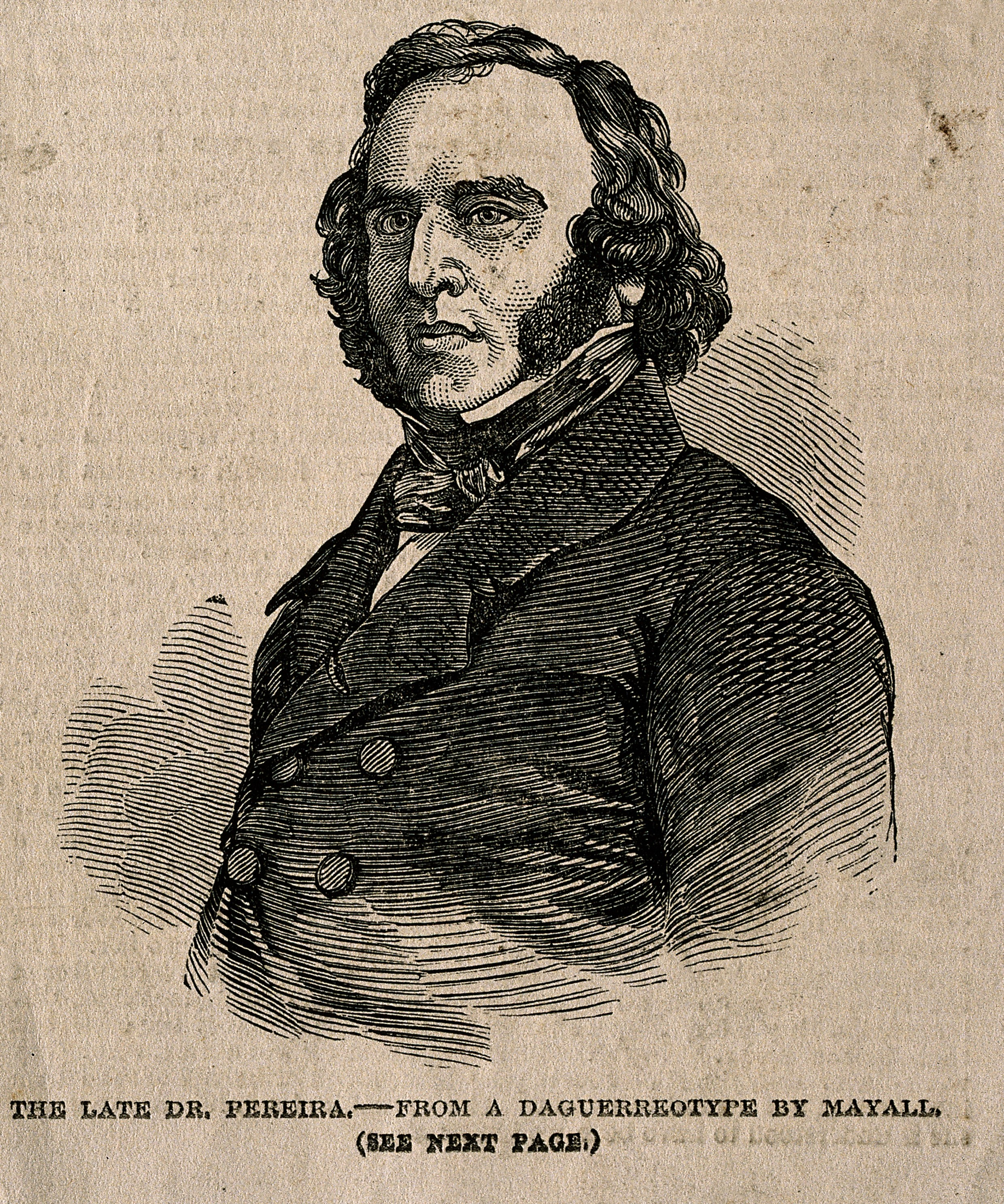
Jonathan Pereira

Jonathan Pereira (* 22. Mai 1804 in Shoreditch, London; † 20. Januar 1853) war ein portugiesischstämmiger, britischer Pharmakologe. Er war einer der bedeutendsten Pharmakognosten seiner Zeit.

## Leben und Wirken
Der Pharmakologe Jonathan Pereira wurde am 22. Mai 1804 in Shoreditch, einem Stadtteil von London, geboren. 1819 begann er mit 15 Jahren bei einem Schiffchirurgen die Lehre, zwei Jahre später begann er im Aldersgate General Dispensary in London mit der pharmazeutischen Praxis, studierte gleichzeitig im Bartholomäus-Hospital Chirurgie. Nach zwei Jahren Ausbildungszeit machte er sein Examen in Apothecaries Hall und ihm wurde die Befähigung als Apothekergehilfe zugesprochen. Pereira wurde schnell Mitarbeiter im Aldersgate-Laboratorium, assistierte bald darauf beim Unterricht und gab schließlich Kurse für die Vorbereitung zu den pharmazeutischen Examen.
1824 verfasste er eine Übersetzung der Londoner Pharmakopöe und gab sie als Handbuch für den Gebrauch der Studenten unter dem Titel „Selecta e praescriptis“ heraus. Pereira hatte sich unterdessen am Bartholomäus-Hospital in London in der Chirurgie weitergebildet und wurde 1825 in das Royal College of Surgeons aufgenommen. Dort übernahm er als Dozent für Chemie bald die Stelle von Henry Clutterbuck. Seine Vorlesungen über Materia medica waren gut besucht. Während dieser Zeit sammelte er viel Material für sein bereits 1827 begonnenes Handbuch der Arzneimittellehre. 1832 beendete er seine Anstellung am Aldersgate-Laboratorium. Parallel dazu nahm er eine Berufung als Lehrer der Chemie in London-Hospital an, die er bis 1843 innehatte.
1840 verlieh ihm die medizinische Fakultät Erlangen die Doktorwürde. 1843 wurde er an der Schule der „Englischen Pharmazeutischen Gesellschaft“ Professor für Arzneimittelkunde.  Dadurch standen ihm die dortigen Sammlungen ebenfalls für seinen Studien offen. Die Arbeit an dieser Schule wurde im Laufe der nächsten Jahre zu seinem wichtigsten Lebensinhalt, für den er alle anderen Lehrverpflichtungen aufgab. Die Vorlesungen zu Chemie am London-Hospital gab er  bis 1846 vollständig auf, die Vorlesungstätigkeit an der Schule der Pharmazeutischen Gesellschaft bis 1851.
Am 20. Januar 1853 verstarb Pereira mit nur 49 Jahren an den Folgen eines Blutgefäßdurchbruchs in der Brust. Sein bedeutendster Schüler Daniel Hanbury setzte sein Werk fort.

## Verdienste um die Pharmakognosie
Pereira nutzte die Sammlung am Aldersgate-Laboratorium als Grundlage für seine Studien. Sein Ruf als Drogenkenner verbreitete sich rasch über England bis auf den Kontinent hinaus. Für seine Verdienste ehrte man ihn 1845 mit der Aufnahme in das Royal College of Physicians und die Royal Society; er wurde Kurator des Museums und Ausschussmitglied des Kollegiums zur Bearbeitung einer neuen Parmacopoe, 1951 ehrte ihn die Medico-Chirurgical Society durch die Ernennung zum Vize-Präsidenten und er wurde Physician des London-Hospital. Berühmt wurden auch seine Einzelschriften zu bestimmten Drogen. Bis 1851 erreichen diese „Selecta e praescriptis“ elf Auflagen. Zu Ehren einer seiner Einzelschriften über die Stammpflanze des Peru-Balsams, ist diese Pflanze Myroxylon balsamum var. pereirae benannt. Außerdem wurde im London-Hospital eine Büste von ihm aufgestellt. Pereiras Verdienste um die Materia medica, besonders um die Pharmakognosie ehrte die Pharmaceutical Society in London durch die Stiftung der „Pereira-Medaille“.

## Veröffentlichungen
Pereira publizierte mehrere Schriften über Arzneimittel, ihre Zusammensetzung und Verwendung. Diese Bücher wurden unter anderem auch ins Deutsche übersetzt. Das Handbuch der Arzneimittellehre  vollendete er 1834, 1835 ging der erste Teil in den Druck. 1835 bis 1837 veröffentlichte er zunächst seine Vorlesungen an der Aldersgate School in der London Medical Gazette. Die Fülle der pharmakognostischen und medizinisch-chemischen Fakten erregte die allgemeine Aufmerksamkeit auch außerhalb Englands. 1838/1839 übersetzte F. J. Behrend diese Vorlesungen ins Deutsche und brachte sie unter dem Titel „Vorlesungen über die Materia medica oder über die Herkunft, die Qualität, die Zusammensetzung und die Wirksamkeit der Arzneistoffe.“ heraus.
1839 bis 1840 erarbeitete er sein bedeutendstes Werk „The Elements of materia medica and therapeutics“. Es war das erste Werk zu diesem Thema in Großbritannien und kannte auch in anderen europäischen Ländern kein vergleichbares Gegenstück. 1846/1848 wurde es durch Rudolf Buchheim erstmals ins Deutsche übersetzt. Es stellt den Beginn der wissenschaftlichen Pharmakognosie dar. Auch an der Neubearbeitung der Britischen Pharmakopöe beteiligte sich Pereira. Weitere bekannte Arbeiten sind „A general table of atomic numbers with an introduction in the atomic theory“.
Seine Vorlesungen zur elementaren Zusammensetzung der Nahrungsmittel veröffentlichte er als erweitertes Buch unter dem Titel "A treatise of food and diet. With observations on the dietetical regime suited for disordered states of the digestive organs, and an account of the dietetics of the principal metropolitan and other establishments for paupers, lunatics, criminals etc." Dieses Werk erschien in verkürzter Form 1845 auch auf Deutsch.
Pereira hinterließ drei Neuauflagen von "The Elements of materia medica and therapeutics" fast vollendet und dazu 50 verschiedene Aufsätze, die im Pharmaceutical Journal und Transactions veröffentlicht wurden. Sie beschreiben mehrheitlich exotische Drogen. Darunter die berühmt gewordene Abhandlung über die Stammpflanze des Peru-Balsams und vier erwähnenswerte Abhandlungen über mikroskopische Pflanzen, welche sich in pharmazeutischen Flüssigkeiten bilden.